# Corrado IV Trinci
Corrado IV Trinci fou fill d'Ugolino III Trinci. Fou vicari pontifici de Foligno i Nocera des del 1421 fins al 8 de setembre de 1439. El 1434 fou nomenat governador de Viso (1434-1435), i el mateix any encara va adquirir Montefalco, de la que fou investit el 1438, però el setembre del 1439 fou deposat i empresonat per ordre del Papa i fou estrangulat a la seva cel·la del castell de Soriano a Viterbo el 14 de juny de 1441.
Es va casar el 1400 amb Armellina Casali filla d'Uguccione Urbano senyor de Cortona; més tard es va casar amb Tancia Orsini però es van separar el 1436. Va deixar nou fills: Niccolò (estrangulat amb el pare el 14 de juny de 1441), Ugone (assassinat per les masses de Foligno el 1439, casat el 1429 amb Orsolina da Varano, filla de Gentil IV Pandolf senyor i vicari pontifici de Camerino, i que va deixar dues filles, Francesc i Constanza), Cèsar (també assassinat a Foligno el 1439), Rinaldo (prior i canònic de Foligno el 1398, bisbe de Foligno el 1437 fins al 1439 no reconegut pel Papa, exiliat el 1439 a Milà on va morir vers el 1452), Contessa, Faustina (morta el 1448), Marsobilia (1415-1485), Ugolino (estrangulat amb el pare el 14 de juny de 1441) i Francesco (assassinat a Foligno el 1439).